# Државни универзитет у Бакуу
Државни универзитет Баку, BSU (азер. Bakı Dövlət Universiteti, BDU) је најстарији државни универзитет у Азербејџану. Основан је 1919. године од стране Парламента Азербејџанске Демократске Републике, Универзитет је почео са факултетима историје и филологије, физике и математике, права и медицине, са почетним уписом 1094 студената. Први ректор Државног универзитета био је Василиј Разумовски, бивши професор хирургије на Казањском Универзитету.
Године 1930. влада је наредила да се универзитет затвори у складу са реорганизацијом високог образовања, а Универзитет је замењен Врховним педагошким институтом. Међутим, 1934. године Универзитет је поново успостављен и наставио је да ради кроз тежак период Другог светског рата, током којег је владала несташица факултетског особља.
Универзитет је 1959. године имао 13 факултета. Азербајџански медицински универзитет и Азербејџански економски универзитет били су одвојена од оригиналних факултета у Државног универзитета.
Два бивша председника Азербејџана, Абуљфаз Елчибеј и Хејдар Алијев су дипломирали на Државном универзитету у Бакуу. Први је дипломирао на Факултету за арапски језик и књижевност, док је други, који је више од 30 година доминирао политичким животом Азербејџана, дипломирао на Факултету историје. Добитник нобелове награде за физику Лав Ландау студирао је на Државном универзитету у Бакуу у периоду од 1922. до 1924. године.
Државни универзитет у Бакуу је једини универзитет из Азербејџана који је рангиран од стране међународних ранг организација, као што је рангирање универзитета по академском учинку и тренутно се рангира на 1872. месту на ранг листи универзитета по академском учинку.

## Историја
Државни универзитет у Бакуу је основан 1. септембра 1919. године одлуком Скупштине Азербејџанске Демократске Републике. Универзитет је основан у оквиру 4 факултета (историја и филологија, физика и математика, право и медицина). Први ректор Универзитета био је познати хирург В. И. Разумовски.
Међу водећим професорима у периоду 1920—1940. били су азербејџански писац Абдурахим бек Хаквердиев, оријенталиста професор П.К. Јузе, професор А.О. Маковелски, професор А.О. Мишел и други научници. У том периоду управа Универзитета позвала је у Баку такве учитеље као што су Н.И. Мар, В.В. Бартолд, академик Источне научне академије Фуад бек Купрулузаде.
Године 1930. Универзитет је укинут према одлуци Већа народног комесара о реорганизацији. Основан је Високи педагошки институт. Тек 1943. године државни универзитет је наставио са радом и врло брзо постао републички научно-педагошки центар. Упркос великом недостатку универзитетских наставника јер је већина наставника отишла у Други светски рат, универзитет је успео задржати водећу позицију. Године 1945. наставници су активно учествовали у оснивању Азербејџанске академије наука. Већина републичких универзитета - као што су Азербејџански медицински универзитет, Азербејџански економски универзитет, Азербејџански државни педагошки универзитет и други - основани су на бази Државног универзитета у Бакуу.
Године након 1969. године могу се сматрати годинама развоја у правцу знања и науке. Покривајући широк историјски период, у тим годинама основани су факултети са модерним специјализацијама, катедре и око 30 научних истраживачких лабораторија. Као резултат тога, створена је снажна гаранција будућег развоја. Универзитет се почео даље развијати након што је Хејдар Алијев дошао на власт. На универзитету су почели да раде савремени специјалисти, одељења и научне лабораторије. Са својим богатим историјским положајем, Државни универзитет у Бакуу је одувек био главни научни и образовни центар Азербејџана. Познати научници, интелектуалци и политичари и истакнути политичар Азербејџана, Хејдар Алијев, дипломирали су на Државном универзитету у Бакуу. Тренутно, Државни универзитет у Бакуу има 16 специјализација са 55 диплома и 153 магистарских студија.

## Међународни односи
Током времена, универзитет је изградио своје међународне односе. Тренутно Државни универзитет у Бакуу има чланство у разним удружењима и институцијама као што је Асоцијација универзитета Евроазије, која уједињује већину универзитета бившег Совјетског Савеза. У периоду 2002—2004, Државни Универзитет у Бакуу је предводио Удружење универзитета црноморских држава. Поред тога, универзитет је потписао споразуме о научној и техничкој сарадњи, програме размене студената и наставника са Московским државним универзитетом, Блискоисточним техничким универзитетом, Нице-Софија Антипољ универзитетом, Универзитетом Индијана, Кијевским националним универзитетом, Универзитетом у Бечу и другим високо рангираним универзитетима.
Као резултат ове сарадње, универзитет одржава заједничке научне конференције, радионице, као и издавање уџбеника.

### Партнерски универзитети
- Московски државни универзитет Ломоносов
- Санктпетербуршки државни универзитет
- Руска академија наука
- Универзитет у Новосибирску
- Универзитет у Тбилисију
- Универзитет у Бону
- Универзитет у Греноблу
- Универзитет у Упсали
- Универзитет у Ђенови
- Универзитет у Варшави
- Универзитет у Букурешту
- Универзитет у Анкари
- Универзитет у Истанбулу
- Универзитет у Техерану
- Универзитет у Табризу
- Универзитет у Гилану
- Универзитет у Мазандарану
- Универзитет у Сани
- Универзитет у Каиру
- Универзитет Ал-Азхар[4]

## Академски савет
Академски савет Државног универзитета у Бакуу има за циљ да допринесе образовању, његовом квалитету, заступљености универзитета, као и успостављању међународних односа. Савет се углавном фокусира на следећа питања: 
- Фокусирање на развој Универзитета у различитим правцима
- Формирање релевантних предлога о прописима и основама универзитета
- Потврда прописа и упутстава
- Дефинисање плана за прихватање студената
- Формирање годишњег буџета универзитета
- Потврда образовних планова
- Додељивање диплома
- Одређивање професора-консултаната

## Факултети и институције

### Факултети
1. Примењена математика и економична кибернетика
2. Физика
3. Механика и математика
4. Хемија
5. Биологија
6. Екологија и наука о земљишту
7. Геологија
8. Географија
9. Историја
10. Филологија
11. Теологија
12. Међународни односи и економија
13. Журналистика
14. Право
15. Оријенталне студије
16. Друштвене науке и психологија
17. Библиотекарске студије — једина школа у Азербејџану[5]

### Истраживачке институције
1. Научно-истраживачки институт примењене математике
2. Институт за теоријску физику

## Удружења
Универзитет је члан Асоцијације Кавкаских Универзитета.